# Budstikken (illegalt blad)
 For alternative betydninger, se Budstikken. (Se også artikler, som begynder med Budstikken)
Budstikken er hovednavnet for en række illegale blade, som udkom under den tyske besættelse af Danmark under 2. Verdenskrig.Budstikken havde til formål at vække danskerne til dåd. Man ønskede at vende stemningen i befolkningen fra passivitet til aktiv modstand mod besættelsesmagten og regeringens samarbejdspolitik.Nogle blev udgivet over hele landet og andre var kun lokaludgaver.
Målet var at bringe såvel lokalt, nationalt og udenlandsk nyhedsstof, mest nyhedsstof, som ikke optrådte i den legale presse. En væsentlig del af bladets indhold var desuden angreb på blandt andet modstandere af sabotage,værnemagere og sympatisører for besættelsmagten. Disse kunne ofte risikere at se deres navn på "Den Sorte Liste" i bladet.Trykkearbejdet vanskeliggjordes af, at det skulle foregå i smug og at der kunne være mangel på papir. Disse problemer bevirkede at oplagstal og udgivelser varierede meget. Budstikken (Fredensborg) udkom kun én gang, i et oplag på 300 stk og med kun 2 siders indhold, hvorimod Budstikken gaar og Budstikken og Frit Danmarks Nyhedstjeneste havde oplagstal på over 200.000 og op til 10 sider. Der blev i alt udgivet 27 versioner over hele landet.
- Budstikken. Daglig Information. (Roskilde.)
- Budstikken. Frit Jysk Tidende. Randers Udgave. Se også: Budstikken – Randers.
- Budstikken. Frit Jysk Tidende. (Ålborg.)
- Budstikken. Haderslev, Aabenraa, Sønderborg.
- Budstikken. Horsens Udgave.
- Budstikken. Køge Udgaven. Med Bud til alle danske.
- Budstikken. Med Bud til alle Danske. (Roskilde.)
- Budstikken. Sønderborg. Se også: Budstikken, Haderslev.
- Budstikken. Thi højt over al Fædrelandskærlighed staar Sandheden.
- Budstikken. Til det danske Folk.
- Budstikken. (Fredensborg.)
- Budstikken. (Frederikshavn.)
- Budstikken. (Hillerød.)
- Budstikken. (Ribe amt.)
- Budstikken. (1941/43) (København.)
- Budstikken. (Åbenrå.)
- Budstikken. (Århus.)
- Budstikken for Djursland. Der vil komme en dag efter denne – -. (Grenå.)
- Budstikken for Kolding og Omegn.
- Budstikken gaar.
- Budstikken og Frit Danmarks Nyhedstjeneste.
- Budstikken – Randers.
- Budstikkens Efterretningstjeneste. Midtjysk Udgave. (Viborg.) Se også:Budstikken: Frit jysk Tidende, Ålborg.
- Budstikkens Efterretningstjeneste. Randers Udgave.
- Budstikkens Efterretningstjeneste. Vendsysseludgave. (Hjørring.) Se også: Budstikken. Frit jysk Tidende, Ålborg.
- Budstikkens Efterretningstjeneste. (Ålborg.)
- Budstikkens Nyhedstjeneste.